# Fanny Imlay
Frances Fanny Imlay (Legalmente Fanny Wollstonecraft; también conocida como Fanny Godwin) (14 de mayo de 1794 – 9 de octubre de 1816) fue la hija ilegítima de la feminista británica Mary Wollstonecraft y de Gilbert Imlay, aventurero, especulador y comerciante estadounidense.
A pesar de que Mary Wollstonecraft y Gilbert Imlay vivieron felizmente juntos durante un breve período, antes y después del nacimiento de Fanny, en la Francia revolucionaria, ambos se separaron poco antes de abandonar el convulsionado país en dirección a Inglaterra. Ya en Londres, Imlay la rechazó y, en un intento por revivir su relación, Wollstonecraft se involucró en negocios con Imlay en Escandinavia, que la obligaron a viajar con la pequeña Fanny de un año de edad, pero el asunto nunca se reavivó. Posteriormente, Wollstonecraft se enamoró y se casó con el filósofo William Godwin, con quien tuvo otra hija, Mary, pero Wollstonecraft murió a consecuencia del parto en 1797. Fanny, de tres años de edad, quedó entonces con Godwin y con la recién nacida Mary Wollstonecraft Godwin (Mary Shelley), futura autora de Frankenstein.
Cuatro años después, Godwin se casó con su vecina, Mary Jane Clairmont. La nueva señora Godwin trataba con cariño y deferencia a su propia hija Claire Clairmont, cuidados que nunca tuvo para con sus hijastras Fanny y Mary. Estas diferencias de trato convirtieron el hogar de los Godwin en un lugar cada vez más incómodo para vivir, con tensiones y deudas en aumento. Fue entonces cuando las adolescentes Mary y Claire escaparon hacia el continente europeo con el poeta romántico Percy Bysshe Shelley, pareja sentimental de Mary, en 1814. Por su parte, Fanny no pudo soportar el peso que recayó sobre ella, ni mucho menos la ira de su padrastro Godwin. Se aisló de su familia y se volvió cada vez más introvertida, hasta que finalmente se suicidó en 1816 a la edad de 22.

## Vida

### Nacimiento

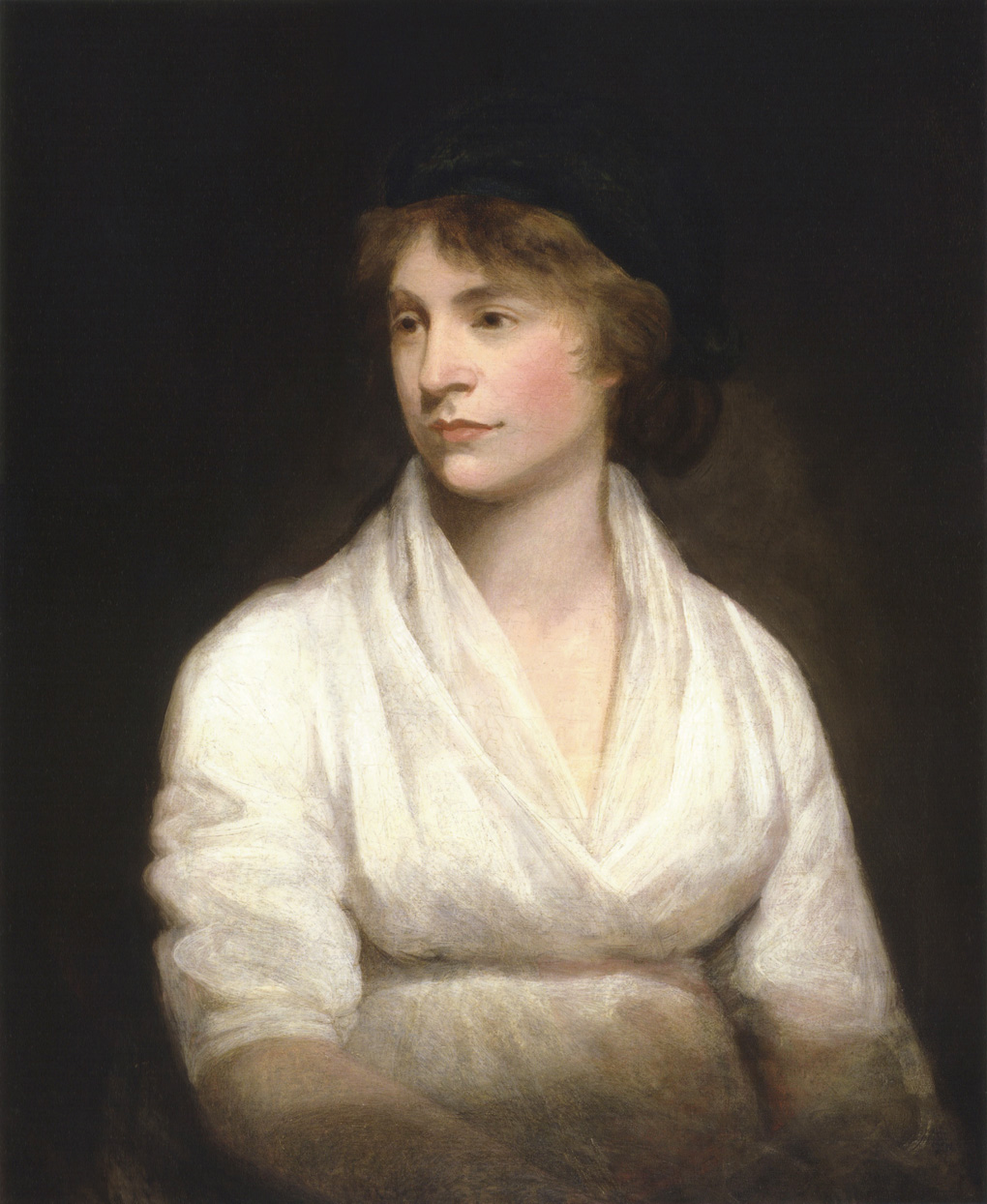
Mary Wollstonecraft embarazada de la media- hermana de Fanny Imlay, Mary Wollstonecraft Godwin, ilustrada por su amigo John Opie.

Fanny Imlay fue la hija de la Británica feminista y escritora Mary Wollstonecraft y del emprendedor estadounidense Gilbert Imlay. Ambos tuvieron que mudarse de Francia durante la Revolución francesa. Wollstonecraft para practicar los principios seminarios establecidos en su libro Vindicación de los Derechos de la Mujer (1792) y Gilbert Imlay para embarcarse en una aventura de negocios comerciales. Los dos se reunieron y se enamoraron. En un punto durante la relación de Wollstonecraft e Imlay, la pareja únicamente podía reunirse en un peaje entre París y  Neuilly-sur-Seine y fue allí donde su deseo fue concebido, una hija; Fanny fue por lo tanto, en palabras de Godwin, una “barrera de los niños”. Frances "Fanny" Imlay, fue la primera hija de Mary Wollstonecraft, nació en Le Havre, Francia, el 14 de mayo de 1794, o, como en su certificado de nacimiento se dice, el día 25 del Floreal en el Segundo Año de la República, y la llamó después Fanny Blood, el nombre de su mejor amiga. Aunque Imlay nunca se casó con Wollstonecraft, la registró como su esposa en el consulado estadounidense a fin de protegerla de los conflictos entre Francia y Gran Bretaña en febrero de 1793. Mucha gente, incluyendo a las hermanas de Wollstonecraft, asumieron la idea de que ella estaba casada, y, por lo tanto, por extensión, que Fanny era hija legítima y así fue registrada como tal en Francia.

### La infancia de Fanny Imlay
Inicialmente, la vida de la pareja juntos fue idílica. Juguetonamente Wollstonecraft escribió a uno de sus amigos: “Mi pequeña niña comienza a mamar tan valientemente que su padre reconoce con descaro en su escritura la segunda parte de los derechos de la mujer. Sin embargo, pronto Imlay cansado de Wollstonecraft y de la vida doméstica, la dejó durante largos períodos de tiempo. Sus cartas estaban llenas de grandes protestas y necesidades, lo que es explicado por la mayoría de los críticos como expresiones de profunda depresión femenina, pero por otros como el resultado de sus circunstancias a solas con su bebé en medio de la Revolución francesa.
Wollstonecraft regresó a Londres en abril de 1795, buscando a Imlay, pero él la rechazó; el siguiente mes ella cometería un intento de suicidio, pero Imlay le salvó la vida. En un último intento para recuperarle, ella emprendió un peligroso viaje a Escandinavia desde junio hasta septiembre de 1795, sólo con su hija de un año de edad y una sirvienta, con el fin de llevar a cabo algunos negocios para él. El viaje de Wollstonecraft hubiera sido de enorme distancia, no sólo porque ella viajaba a lo que se considera un país incivilizado casi durante un tiempo de guerra, sino también porque ella viajaba con un hombre sin escolta. Cuando regresó a Inglaterra se dio cuenta de que su relación con Imlay había terminado e intentó suicidarse por segunda vez. Salió en una noche lluviosa, caminó alrededor hasta empapar su ropa, y luego saltó al Río Támesis, pero un extraño la salvó.

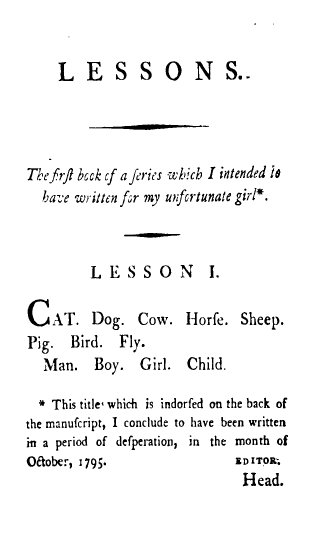
Después de su primer intento de suicidio, escribió Lessons, (el título hasta arriba) el cual relata hechos desafortunados que le ocurren a una chica.

Usando sus diarios y cartas de su viaje a Escandinavia, Wollstonecraft escribió una rumia de sus viajes y su relación, Cartas escritas en Suecia, Noruega y Dinamarca (1796) en la que, entre otras cosas, se celebra la maternidad. Su conexión con la madre de su hija llevó a reflexionar a Wollstonecraft sobre una mujer del lugar en el mundo:

Usted sabe que como una mujer me siento particularmente adjunta a su- Me siento más que una afición de madre y la ansiedad, cuando reflexiono sobre los dependientes y oprimidos estados de su sexo. Yo tengo temor de ser obligada a sacrificar su corazón y sus principios, pero principalmente su corazón. Con la mano temblando voy a cultivar la sensibilidad, valorando la delicadeza de sus sentimientos, no sea que, si bien se prestan a ruborizar la fresca rosa, yo afine las espinas que la herida de madre quisiera guardar- Me aterroriza desarrollar su mente, para que no se deban emitir cosas no aptas para el mundo en el que ella habita- Desventurada mujer! lo que es tu suerte!

Wollstonecraft amaba y le ponía mucha atención a su hija. Ella comenzó dos libros, extraídas de su propia experiencia, relacionados con el cuidado de Fanny: un manual para padres titulado “Cartas sobre la gestión de los infantes” y una cartilla de lectura titulada “Lecciones”. En una de las secciones de “Lecciones”, ella describe su destete:

Cuando tenías hambre, comenzabas a llorar, porque no podías hablar. Tu estuviste siete meses sin dientes, siempre mamando. Pero después de que recibiste uno, tu comenzaste a comer un pedazo de pan. No pasó mucho tiempo y llegó el otro. En diez meses tenías cuatro dientes muy blancos, y que habías utilizado para morderme. Pobre mamá!! Aún no le puedo gritar, porque no soy un niño, pero me duele mucho. Así que le he dicho a papá, es hora de que la niña deba comer. Ella no es traviesa, sin embargo, me duele mucho. Me han dado de ella una gran corteza de pan, y tengo que ir por más leche.

En 1797, Wollstonecraft se enamoró y se casó con el filósofo William Godwin
(Ella había quedado embarazada de Willian Godwin). El amor de Godwin hacia Fanny creció durante su relación con Wollstonecraft; trajo a su vuelta una taza de Josiah Wedgwood fabricada con cerámica y marcada con una “F” para considerar el encanto que sentía por Fanny y por Wollstonecraft. Wollstonecraft murió en septiembre del mismo año, a causa de complicaciones al dar a luz a Mary Wollstonecraft Godwin, que sobrevivió. Con tres años de edad, Fanny fue extraoficialmente adoptada por su padrastro y le dio el apellido de Godwin. Su copia del único libro finalizado para niños de Wollstonecraft; Historias originales de la vida real (1788), tiene las iniciales "F. G." escrito en letras grandes en ella. Según la interpretación dominante del diario de Godwin, no fue hasta que Fanny cumplió los doce años que se le informó en una importante conversación con Godwin que él no era su padre biológico. Sin embargo, en una biografía de Fanny, Janet Todd disputan esa controversia, argumentando que la conversación fue sobre el futuro de Fanny. Ella considera que es poco probable que Fanny desconociera su origen en la abierta y liberal casa de los Godwin.
Después de la muerte de Wollstonecraft, Godwin y Joseph Johnson, el editor y amigo más cercano de Wollstonecraft, intentaron contactar con el padre de Fanny, pero nunca lograron encontrarlo. (Ni tampoco Wollstonecraft volvió a ver al igual que su hija a Gilbert Imlay). Las dos hermanas de Wollstonecraft, Eliza Bishop y Everina Wollstonecraft, estaban ansiosas por cuidar de Fanny, pero Godwin rechazó esa oferta. Varias veces a lo largo de la infancia de Fanny, las hermanas Wollstonecraft se preguntaron porque Godwin siempre rechazaba sus peticiones de tener a su hijastra como sobrina. Sin embargo, Godwin en sí mismo no parecía especialmente preparado para la paternidad ahora que había dos niñas pequeñas que cuidar y no había fuente constante de ingresos. Sin embargo, el planeó todo con mucho cuidado. Durante los primeros años de vida de Fanny, Joseph Johnson sirvió como un “administrador no oficial” para ella, como lo había hecho muchas veces con su madre. Incluso donó con su voluntad £200, pero Godwin le debía mucho dinero a Joseph a su muerte en 1809 por lo que los herederos de Joseph les exigieron el pago a los Godwin a causa de sus atrasos, lo cual dio como origen una rivalidad.

### Niñez

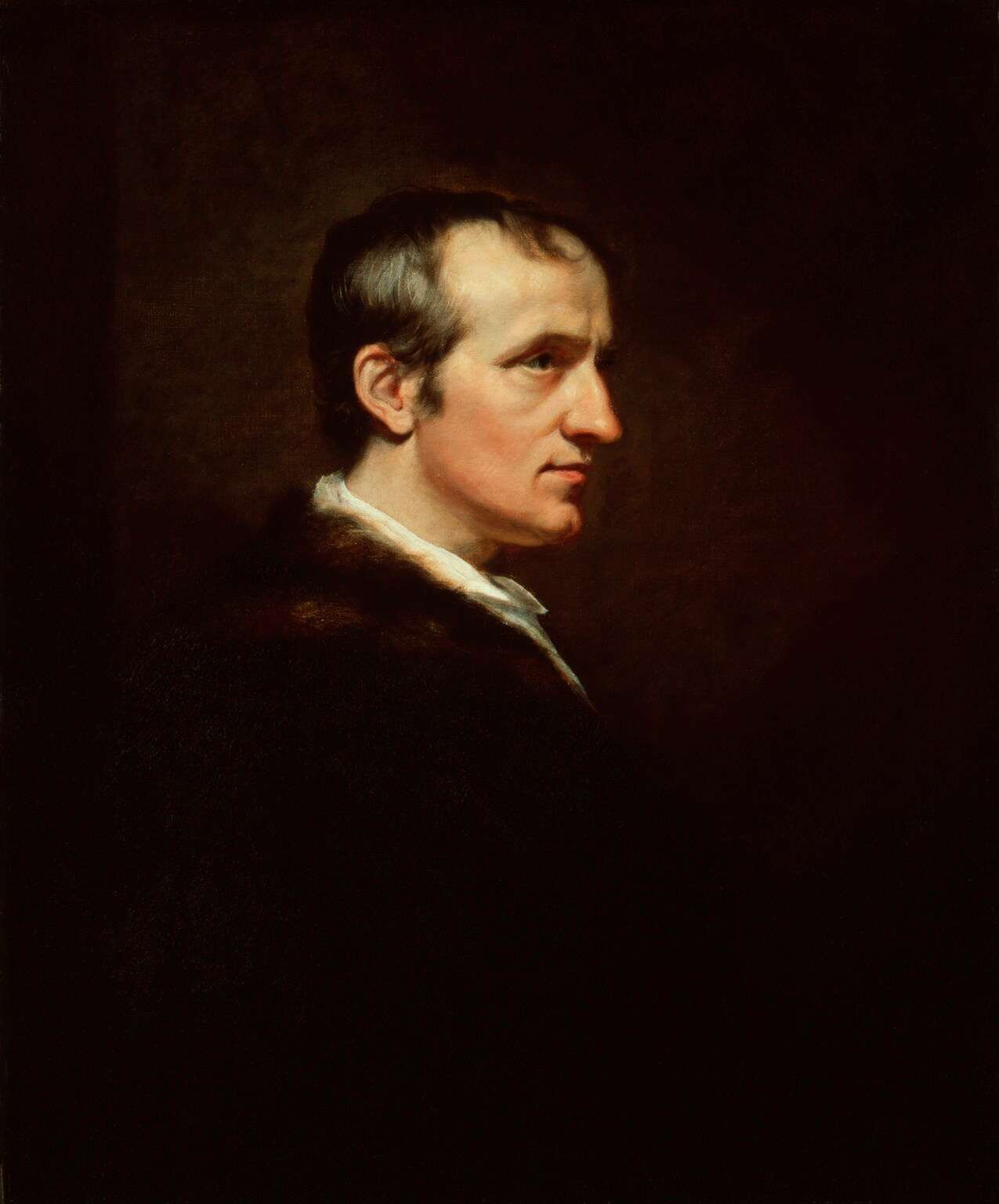
William Godwin.

Aunque Godwin estaba encariñado con sus hijas, él era, en gran medida, un desastre al cuidar a los niños. Como Todd explica, el ruido de las niñas le molestaba constantemente, pues él necesitaba silencio para poder trabajar. Sin embargo, cuando se fue de viaje a Dublín a visitar a las hermanas de Wollstonecraft, extrañó inmensamente a las muchachas y les escribió con frecuencia.
El 21 de diciembre de 1801, cuando Fanny tenía siete años, Godwin se casó con Mary Jane Clairmont, una vecina de este con dos hijos, Claire de tres años y Charles de seis. Ella nunca había estado casada y parecía querer a Godwin únicamente por su estabilidad financiera. Aunque Clairmont estaba bien educada y era una muy buena viajera, la mayor parte de los amigos de Godwin mostraron su desprecio, describiéndola como vulgar y deshonesta. Además les sorprendió que Godwin sustituyera a Wollstonecraft con otra mujer. A Fanny y a su media hermana Mary les disgustaba su madrastra y se quejaban diariamente de que la atención total era solo para sus hijos propios. El 28 de marzo de 1803 nació el único hijo en común del matrimonio, William (1803-1832).
Aunque Godwin admiraba las obras de Wollstonecraft, él no estaba de acuerdo con que las mujeres recibieran la misma educación que los hombres. Por lo tanto, él ocasionalmente vio a Mary y a Fanny leer Historias Fabulosas de Sarah Trimmer(1786) y Lecciones para niños de Anna Laetitia Barbauld (1778–79), pero según Todd, Godwin no hizo un gran esfuerzo con la educación de Fanny y era raro que él le diera los libros de Wollstonecraft a Fanny. Sin embargo, William St Clair, en su biografía de los Godwin y las Shelley, sostiene que Godwin y Wollstonecraft hablaron largamente sobre la educación que querían para sus hijos y que Godwin escribió en The Enquirer una reflexión sobre estas discusiones. Él sostiene que, tras la muerte de Wollstonecraft escribió a su antigua alumna, ahora Lady Mountcashell, a la cual le enseñó cómo criar y educar a sus hijas. En la biografía de Mary Shelley, Miranda Seymour de acuerdo con St Clair, argumentan que "todo lo que sabemos acerca de su hija [Mary y, presumiblemente, Fanny] sugirieron que en sus primeros años ella fue enseñada en una manera que su madre habría aprobado, señalando que había que proponer un tutor, una institutriz que hablaba francés y un padre que escribió libros para niños cuyos borradores leyeron ellas primero. Es la nueva señora Godwin la responsable de darle la educación a las chicas, pero le enseñó más a su hija, incluyendo francés. Fanny no recibió una educación formal después de que su padrastro contrajo matrimonio. Sin embargo, Imlay es descrita por C. Paul Kegan., uno de los primeros biógrafos de Godwin, como bien educada, alegre, inteligente, buena escritora de cartas, destacando en música y dibujo.